# Враштил, Мирослав (младший)
Мирослав Враштил (чеш. Miroslav Vraštil; род. 17 октября 1982[…], Оломоуц, Североморавский край) — чешский гребец, выступающий за сборную Чехии по академической гребле с 2007 года. Серебряный и бронзовый призёр чемпионатов Европы, многократный призёр этапов Кубка мира, участник двух летних Олимпийских игр.

## Биография
Мирослав Враштил родился 17 октября 1982 года в городе Оломоуц, Чехословакия. Сын известного чехословацкого гребца Мирослава Враштила старшего, участника трёх Олимпийских игр.
Занимался академической греблей в Праге в столичном гребном клубе «Дукла».
Впервые заявил о себе на взрослом международном уровне в сезоне 2007 года — в это время вошёл в основной состав чешской национальной сборной, дебютировал в Кубке мира, выступил в распашных безрульных четвёрках лёгкого веса на чемпионате мира в Мюнхене и на чемпионате Европы в Познани.
В 2008 году в лёгких парных четвёрках стал четвёртым на чемпионате мира в Линце, в лёгких распашных безрульных четвёрках завоевал бронзовую медаль на чемпионате Европы в Афинах.
В 2009 году в лёгких четвёрках без рулевого был восьмым на чемпионате мира в Познани и на чемпионате Европы в Бресте.
На чемпионате Европы 2010 года в Монтемор-у-Велью показал в той же дисциплине седьмой результат.
В 2011 году в лёгких четвёрках без рулевого занял восьмое место на чемпионате мира в Бледе, стал серебряным призёром на чемпионате Европы в Пловдиве.
Благодаря череде удачных выступлений удостоился права защищать честь страны на летних Олимпийских играх 2012 года в Лондоне. В составе лёгкого безрульного экипажа-четвёрки, куда также вошли гребцы Ян Ветешник, Ондржей Ветешник и Иржи Копач, сумел квалифицироваться лишь в утешительный финал В и расположился в итоговом протоколе соревнований на 11-й строке.
В 2013 году побывал на чемпионате Европы в Севилье, откуда привёз награду серебряного достоинства, выигранную в распашных безрульных четвёрках лёгкого веса. На чемпионате мира в Чхунджу показал в той же дисциплине 11-й результат.
В 2014 году в лёгких безрульных двойках был седьмым на чемпионате Европы в Белграде и восьмым на чемпионате мира в Амстердаме.
В 2015 году в лёгких четвёрках без рулевого разместился на седьмой позиции на чемпионате Европы в Познани, закрыл десятку сильнейших на чемпионате мира в Эгбелете.
Находясь в числе лидеров гребной команды Чехии, благополучно прошёл отбор на Олимпийские игры 2016 года в Рио-де-Жанейро. На сей раз с теми же партнёрами занял в программе лёгких четвёрок итоговое 12-е место.
После Олимпиады в Рио Враштил остался действующим спортсменом на ещё один олимпийский цикл и продолжил принимать участие в крупнейших международных регатах. Так, в 2017 году в лёгких парных двойках он был седьмым на домашнем чемпионате Европы в Рачице и на чемпионате мира в Сарасоте.
В 2018 году в той же дисциплине занял 12-е место на чемпионате Европы в Глазго и седьмое место на чемпионате мира в Пловдиве.
В 2019 году в парных двойках лёгкого веса стал одиннадцатым на чемпионате Европы в Люцерне и десятым на чемпионате мира в Оттенсхайме.